# Raschkehaus

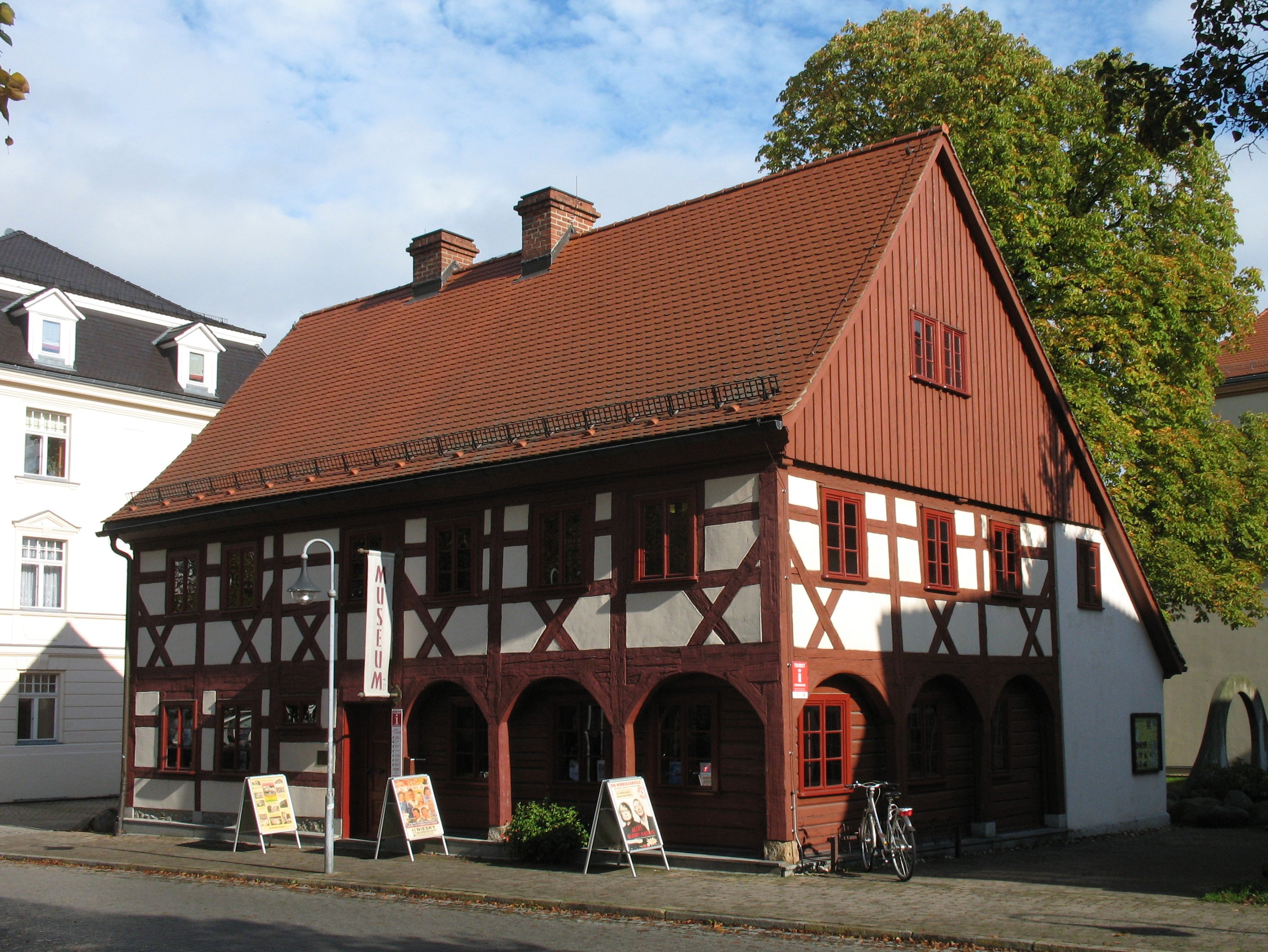
Johann-Raschke-Haus (2014)

Das Raschkehaus (Zinzendorfplatz 8) ist ein Umgebindehaus im Stadtzentrum von Niesky im Landkreis Görlitz in der sächsischen Oberlausitz. Das 1742 als Wohnhaus des Ortsvorstehers errichtete Gebäude ist das älteste erhaltene Gebäude Nieskys und steht unter Denkmalschutz. Heute werden die Räumlichkeiten durch das Stadtmuseum genutzt.

## Geschichte und Architektur

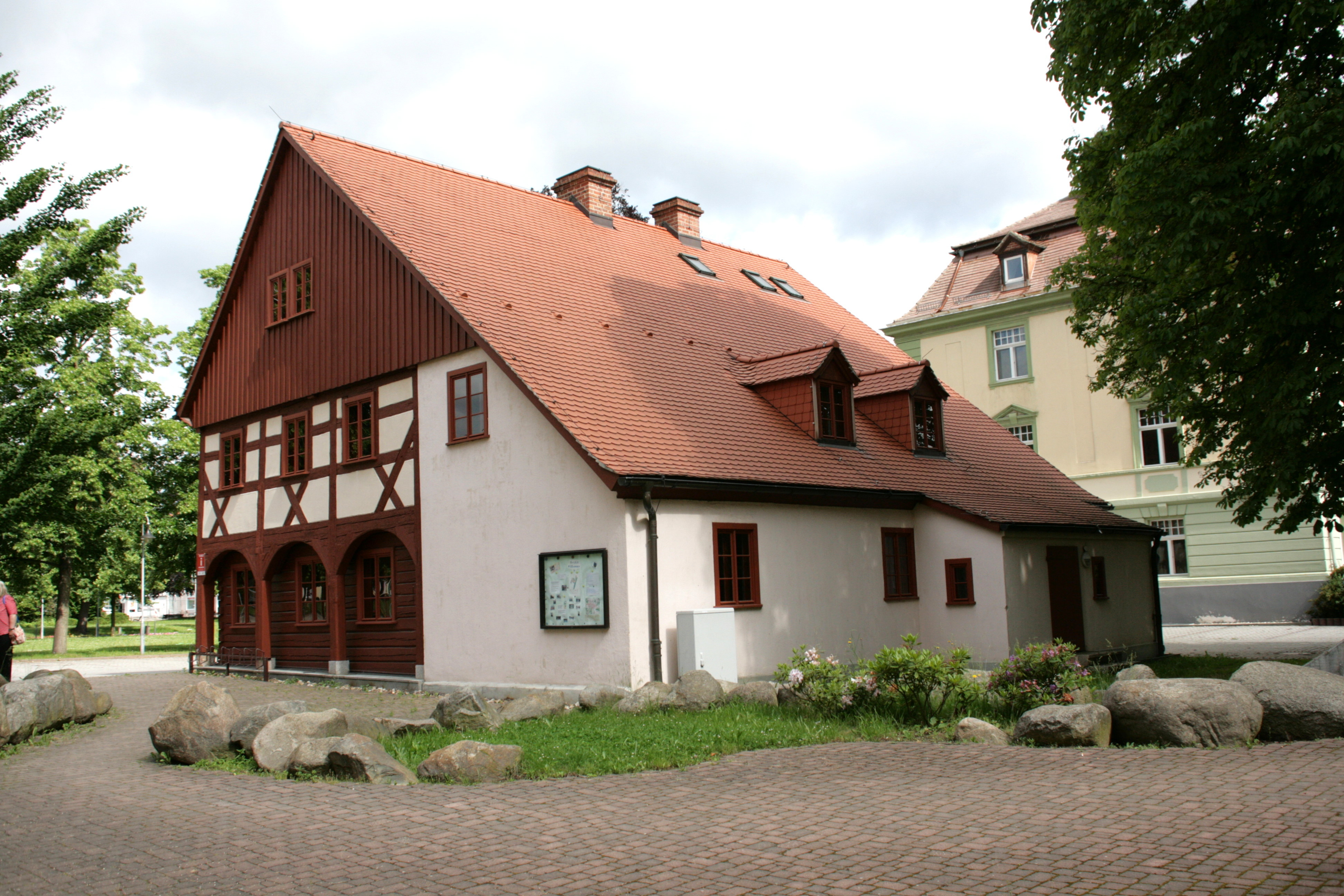
Rückseite des Gebäudes (2010)

Die Stadt Niesky wurde am 8. August 1742 als Kolonie der Herrnhuter Brüdergemeine gegründet, am gleichen Tag erfolgte die Grundsteinlegung für die ersten drei Häuser der neuen Siedlung, unter diesen auch das Raschkehaus. Es entstand als Wohn- und Geschäftshaus für den Leineweber Johann Raschke, der erster Ortsvorsteher von Niesky war. Um 1799 wurde das Gebäude vollständig verputzt. Erst im November 1992 wurde die historische Fassade bei Instandsetzungsarbeiten wieder freigelegt. Bei einer umfassenden Sanierung in den Jahren 1995 und 1996 wurde der Putz komplett entfernt und die historische Fachwerkkonstruktion rekonstruiert. Das Raschkehaus ist ein zweigeschossiger siebenachsiger Bau mit Schleppdach.
Neben der Nutzung als Wohnhaus diente das Johann-Raschke-Haus von 1788 bis 1860 als Postamt. Seit 1986 ist das Gebäude neben dem Konrad-Wachsmann-Haus eines der beiden Stadtmuseen von Niesky, seit 1991 befindet sich dort auch die Touristeninformation. Das Stadtmuseum im Johann-Raschke-Haus ist auf die Geschichte der Herrnhuter Brüdergemeine und die Industriegeschichte Nieskys spezialisiert.